# McLean Point
Der McLean Point ist eine Landspitze an der Ingrid-Christensen-Küste des ostantarktischen Prinzessin-Elisabeth-Lands. Am nördlichen Ende der Mule-Halbinsel liegt sie nahe der Einfahrt zum Ellis-Fjord.
Das Antarctic Names Committee of Australia benannte sie nach Ronald W. „Ron“ McLean, Funküberwacher auf der Davis-Station im antarktischen Winter 1969.